# Обнинская метеорологическая мачта (ВММ-310)
Высо́тная метеорологи́ческая ма́чта (ВММ-310) — объект ФГБУ «НПО Тайфун» в городе Обнинске Калужской области Российской Федерации.

## Общие сведения
ВММ-310 — серебристо-серая стальная мачта высотой 310 метров, которая установлена на шаре.
Диаметр мачты 2,3 метра, мачта удерживается с помощью 16 оттяжек, которые закреплены в четыре яруса.
Для размещения метеорологической и радиологической аппаратуры используются 13 площадок с выдвижными реями длиной 6 метров.
Рядом с мачтой находится метеоплощадка и здание, построенное НИИПГ. Для обслуживания аппаратуры, проведения экспериментов и технического обслуживания внутри мачты имеется лифт.
ВММ-310 официально относится к достопримечательностям города Обнинска.

## История

### Проектирование
В 1954 году в Обнинске была запущена в эксплуатацию Обнинская АЭС.
Для понимания безопасности использования ядерной энергии правительством была поставлена задача исследования распространения выбросов с потенциально опасных объектов, в том числе и АЭС.
В январе 1956 года был создан специальный институт АН СССР — НИИПГ.
Его руководителем стал бывший начальник Гидрометеослужбы СССР Е. К. Фёдоров.
Для непрерывного высотного наблюдения за атмосферой был предложен проект высотной лаборатории.
Основной задачей наблюдений стал сбор данных для качественного моделирования техногенных выбросов.
Техническим заданием проекта занимался Е. К. Фёдоров.
Существует городская легенда, что руководитель НИИПГ изначально отстаивал проект метеорологической башни высотой в 1 км.
Но в АН СССР признали целесообразным строительство башни высотой в 300 метров.
В 1957 г. по заказу Института прикладной геофизики Академии наук СССР был разработан проект мачты силами института ПРОЕКТСТАЛЬКОНСТРУЦИЯ, руководитель проекта инженер Е. Н. Селезнёва.
Позже она стала автором патентов, связанных с конструкцией подобных мачт с оттяжками (483509 1972 года и 773241 1979 года).

### Строительство и эксплуатация
Строительство мачты началось в 1957 году, 29 сентября того же года произошла Кыштымская авария.
Строительство мачты было максимально ускорено, было применено крупноблочное строительство.
Параллельно с возведением мачты 1 июля 1958 года был создан научный коллектив института — эксплуатанта строящейся мачты.
На территории рядом с ней был построен барак для строителей. После запуска мачты в нём разместились учёные НИИПГ, проводились первые исследования.
Он сохранился до настоящего времени.
8 октября мачта была введена в эксплуатацию и передана в НИИПГ для проведения исследований.
После постройки метеорологической мачты в Обнинске проект был повторён в Виннице в 1961 году.
Это сооружение было задействовано как телевизионная вышка.
В 1960-х в Обнинске было построено здание аэрозольного корпуса.
Метеорологическая мачта и аэрозольный корпус стали экспериментальной базой, на который был построен Институт экспериментальной метеорологии (ИЭМ) — головное предприятие, которое контролировало радиоактивное загрязнение континентального шельфа СССР.
В 1970-е годы аппаратура мачты была задействована для исследования явлений при преодолении самолётами звукового барьера.
Для этого на мачте была установлена антенна длиной 8 метров, что увеличило её высоту до 323 метров
В 1986 году ИЭМ был включён в научно-производственное объединение «Тайфун».
Обнинская метеорологическая мачта с этого момента существует под руководством этого предприятия.
В 1991 году высотная метеорологическая мачта была внесена в Перечень объектов культурного наследия регионального значения.
4 февраля 1991 года вышло решение Исполнительного комитета Калужского областного Совета народных депутатов № 35, которым мачта была взята на государственную охрану.